# Martin Dumollard
Vous lisez un « bon article » labellisé en 2013.
Pour les articles homonymes, voir Dumollard.
Martin Dumollard, né le 21 avril 1810 à Tramoyes dans l'Ain et mort guillotiné le 8 mars 1862 à Montluel également dans l'Ain, est un journalier français connu pour avoir agressé et assassiné des domestiques lyonnaises.
Les futures victimes sont abordées à Lyon par Dumollard qui leur propose une place attrayante en Côtière de l'Ain. Convaincues, elles finissent par le suivre et, durant leurs pérégrinations à pied, Dumollard les agresse. La totalité des douze agressions ou tentatives d'agression connues se produisent à la fin des années 1850 et au début des années 1860 jusqu'à celle de Marie Pichon le 28 mai 1861. Il est alors rapidement arrêté, ainsi que sa femme et complice Marie-Anne Martinet, qui fait recel des effets personnels des domestiques pour son utilisation propre ou pour la revente. Leur procès se déroule du 29 janvier au 1er février 1862 : Martin Dumollard est condamné à mort et son épouse à vingt ans de travaux forcés. Cette affaire, qui précède d'une trentaine d'années celle de Joseph Vacher, a eu un grand retentissement en France. Elle est souvent considérée comme la première affaire de tueur en série en France. Dumollard est notamment évoqué dans Les Misérables de Victor Hugo.

## Biographie

### Enfance et jeunesse
|                                            |  |  |
| Photographies des époux Dumollard en 1861. |  |  |

Martin Dumollard est le fils de Marie-Josephte Rey et de Pierre Dumollard. Ce dernier, originaire de la ville de Pest en Hongrie, arrive en France à Salins où il rencontre Marie-Josephte Rey, qui est originaire de la région. Le couple s'installe entre Dagneux et Tramoyes, où Martin Dumollard naît en 1810. Il est baptisé à Mionnay car Tramoyes ne constitue pas encore une paroisse à cette époque. En 1813, les Dumollard ont un second enfant prénommé Raymond, qui meurt en bas âge,. Martin Dumollard est surnommé par la suite « Raymond » par les villageois de Dagneux.
Selon certains auteurs, le nom de famille « Dumollard » serait une francisation du nom hongrois du père de Martin Dumollard : « Demola ». À ce propos, certaines sources relient parfois à tort le nom de « Dumollard » au lieu-dit de Dagneux nommé « Le Molard ». Lors de son procès, Martin Dumollard raconte ainsi le supposé funeste destin de son père : il aurait fui la Hongrie à cause d'un passé criminel là-bas. Quand les armées austro-hongroises arrivèrent dans l'Ain en 1814, Pierre Dumollard craignit d'être reconnu et s'enfuit vers Padoue. Des troupes austro-hongroises étant également présentes à Padoue, il fut reconnu par des soldats hongrois comme étant un criminel recherché, arrêté puis exécuté par écartèlement. Martin Dumollard, âgé de quatre ans, et sa mère Marie-Josephte y auraient assisté.
Marie-Josephte Rey meurt le 15 avril 1842 à Dagneux dans la pauvreté, alors que son fils s'est réfugié à Lyon à la suite de larcins. Martin Dumollard commence à travailler comme berger dès l'âge de huit ans. Il est domestique au service de Guichard, propriétaire du château de Sure à Saint-André-de-Corcy, où il rencontre Marie-Anne Martinet, avec laquelle il se marie bien plus tard, le 29 juin 1840. Après leur mariage, les jeunes époux s'établissent dans le village du Montellier, dans la région de la Côtière, puis à Dagneux.

### Parcours criminel connu
| \| · 1-Baday 2-Alubert 4-Bourgeois 5-Perrin 6-Montmain 7-Fargeat 8-Sainte-Croix 9-Laborde 10-Michel 11-Bussod 12-Pichon Naissance de Dumollard Exécution de Dumollard \| Localisations associées aux affaires connues · Lyon est située au coin sud-ouest de la carte. |
| · 1-Baday 2-Alubert 4-Bourgeois 5-Perrin 6-Montmain 7-Fargeat 8-Sainte-Croix 9-Laborde 10-Michel 11-Bussod 12-Pichon Naissance de Dumollard Exécution de Dumollard |

Son mode opératoire consiste à aborder des jeunes filles, en particulier à Lyon, et à se faire passer pour un employé de maître à la recherche d'une nouvelle domestique. Dumollard offre des émoluments importants pour ce type de poste et entraîne alors la jeune fille, qui a rassemblé prestement quelques affaires, dans la région rurale de la Côtière de l'Ain. Quelques-unes de ces jeunes filles comptent parmi ses victimes entre 1855 et 1861. L'enquête conduite par le juge Genod de Trévoux ne retiendra finalement que douze agressions (dont trois assassinats), projets d'agressions et vols avec ruse. Les agressions sont extrêmement violentes, comme en témoigne celle de Marie-Eulalie Bussod, le 26 février 1861, qui après avoir été dépouillée de ses vêtements, est blessée à la tête et violée avant d'être enterrée vivante.
Les douze victimes d'agressions, de projets d'agression ou de vols par ruse retenues sont :
1. Marie Baday (assassinat), fin février 1855 ;
2. Olympe Alubert, 4 mars 1855 ;
3. Josephte Charletty, 22 septembre 1855 ;
4. Jeanne-Marie Bourgeois, 31 octobre 1855 ;
5. Victorine Perrin, novembre 1855 ;
6. l'inconnue du bois de Montmain (assassinat), novembre ou décembre 1855 ;
7. Julie Fargeat, 18 janvier 1859 ;
8. l'inconnue du moulin de Sainte-Croix, 11 décembre 1859 ;
9. la fille de l'auberge Laborde (assassinat probable), février 1860 ;
10. Louise Michel, 30 avril 1860 ;
11. Marie-Eulalie Bussod (assassinat), 25 ou 26 février 1861 ;
12. Marie Pichon (tentative d'assassinat), 26 mai 1861.

L'absence de faits démontrés de 1855 à 1859 est par ailleurs examinée. Dumollard cite notamment une jeune fille accompagnée du côté de Vénissieux en 1856 ou 1857, avant de se rétracter. Le corps d'une jeune fille est effectivement retrouvé dans ce voisinage, qui devient le lieu-dit de « La femme morte »,. Certaines affabulations de Dumollard mettent en scène des complices qui auraient tué du côté de Neyron. Enfin, seule une minorité des 648 effets personnels retrouvés chez Dumollard sont liés aux douze affaires précitées.

#### Marie Baday

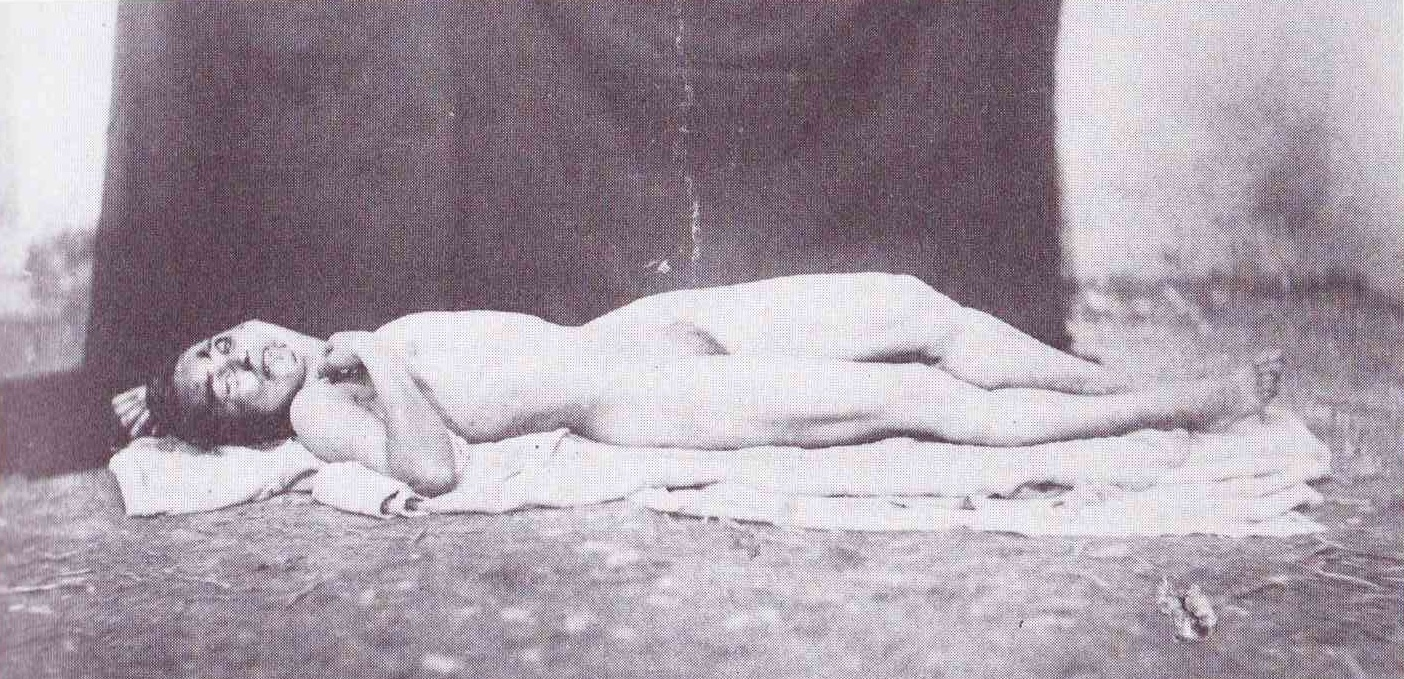
Photographie du corps de Marie Baday par Bernabé en 1855, exposé sur le parvis de l'église de Tramoyes.

Le premier crime à l'origine de ce que l'opinion publique identifie comme les agressions et les assassinats de jeunes filles en Côtière a lieu fin février 1855. Il s'agit de l'assassinat de Marie Baday, dont le corps est découvert par des chasseurs, en forêt de Montaverne, à Tramoyes,. Son identification va prendre plusieurs mois. Pour la faciliter, le juge d'instruction Genod demande au photographe lyonnais de renom Camille Bernabé (d) de venir prendre des clichés de la victime. Après l'avoir d'abord identifié à tort comme étant Marceline Ganelli, le corps est associé au nom de Marie Baday, notamment grâce aux vérifications effectuées auprès de sa famille. Sa dernière patronne, Madeleine Aussandon, précise que le jour de sa disparition, elle a quitté la place qu'elle occupait auprès d'elle, en arguant une offre pour une nouvelle place payée à plus de 200 francs annuellement.
Un premier suspect dénommé Jacques Verger est arrêté : il reste trois mois en prison avant d'être disculpé. Un second suspect du nom de Martin Mauriat est inquiété, mais il était en prison lors de l'assassinat de Marie Baday.

#### Olympe Alubert

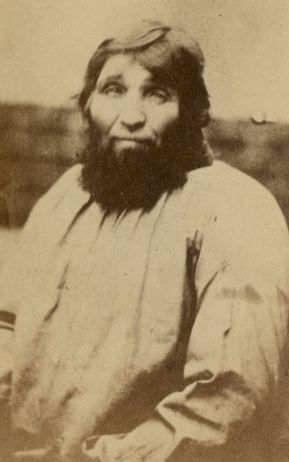
Martin Dumollard.

Le juge Genod a reçu le signalement du cas d'une jeune fille qui semble avoir été agressée en mars 1855 avant de trouver refuge chez la famille Barbet, à la ferme des Ragesses à Mionnay. Par la suite, l'enquête permet d'identifier puis de recueillir le témoignage de la jeune fille agressée, nommée Olympe Alubert. Genod obtient ainsi des précisions sur le modus operandi de l'agresseur. Dumollard a abordé Olympe le 25 février 1855 place de la Guillotière à Lyon et lui a proposé une place de bonne très bien rémunérée « entre Neuville et Miribel ». Le dimanche suivant, il est venu la chercher avant de la conduire dans la région de Mionnay et de l'agresser ; elle est parvenue à s'échapper. Dans son témoignage, Olympe Alubert donne plusieurs éléments relatifs à celui qui n'est pas encore identifié comme étant Dumollard :

« Il a simplement la lèvre un peu difforme. […] Il m'inspirait confiance malgré sa lèvre boursouflée, avec son air bon enfant, […] parlant bien le français. Il paraissait avoir la cinquantaine. »

#### Josephte Charletty
Josephte Charletty, originaire de Saint-Félix et domestique à Vernaison, témoigne qu'en septembre 1855 un homme, qui n'est autre que Dumollard, l'aborde à Lyon et lui propose une place intéressante en Côtière. Rendez-vous est alors pris le 22 septembre pour se rendre chez ce nouveau patron. Ils quittent Lyon, se rendent à pied sur le plateau de La Croix-Rousse puis continuent leur chemin par le fort de Montessuy. Les questions répétées que Dumollard adresse à la femme au sujet de l'éventuel pécule qu'elle aurait emporté avec elle la rendent méfiante. En chemin, elle prend l'initiative de demander le gîte pour la nuit dans une ferme, puis se met d'accord avec Dumollard pour un rendez-vous le lendemain, rendez-vous qu'il n'honore pas. Elle retourne à Lyon, où elle ne dépose pas plainte.

#### Jeanne-Marie Bourgeois

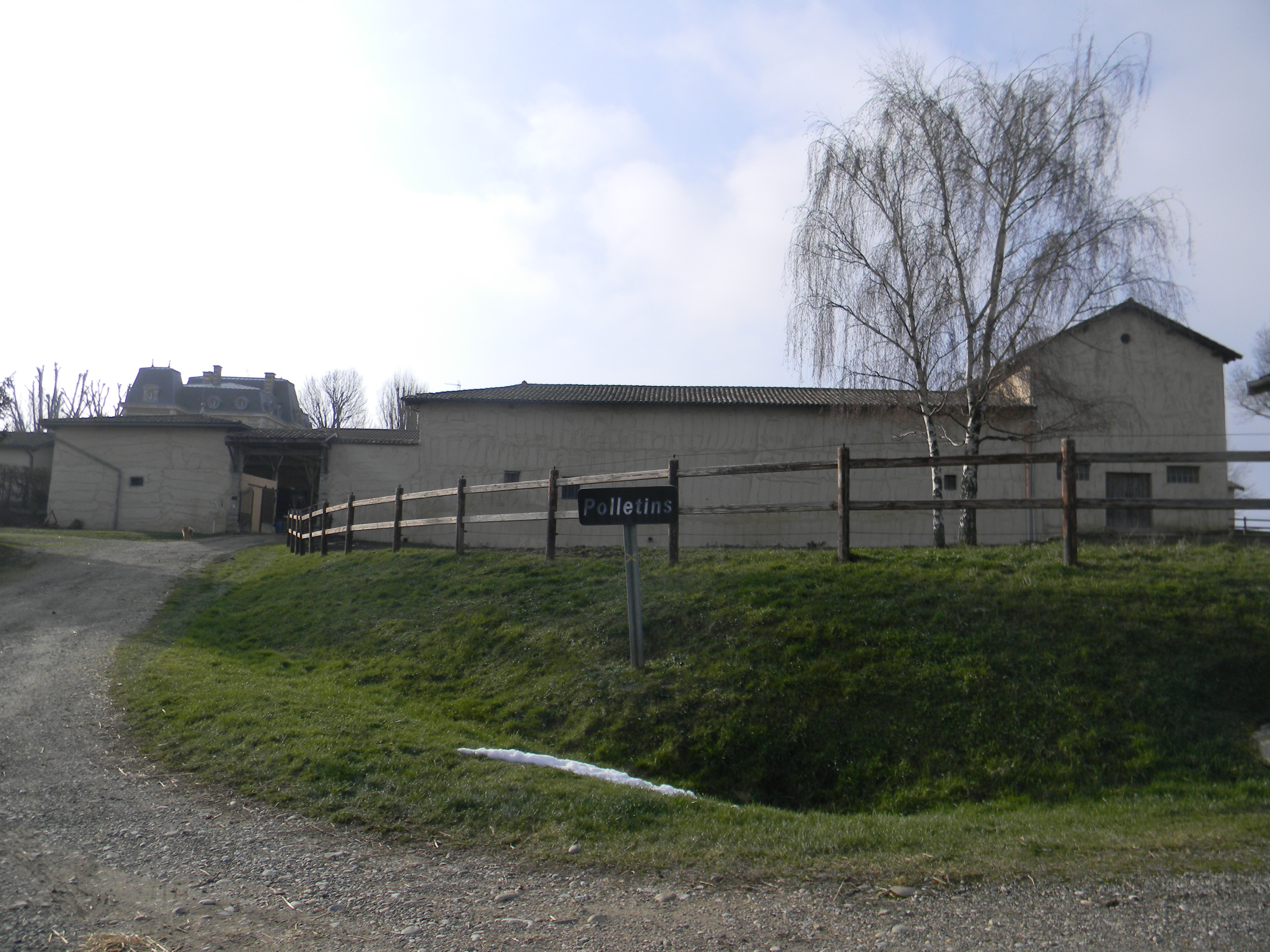
Domaine de Polletins (en 2013) où Jeanne-Marie Bourgeois trouva secours le 31 octobre 1855 au soir.

Dumollard utilise à nouveau le même mode opératoire le 30 octobre 1855. Il aborde à Lyon Jeanne-Marie Bourgeois alors âgée de 22 ans et originaire de La Chapelle-Thècle. Il lui propose une place grassement payée aux environs de Trévoux. La jeune femme se laisse convaincre et ils prennent la route à pied dès le lendemain 31 octobre. De plus en plus méfiante et inquiète au cours du trajet, elle quitte la compagnie de Dumollard en courant vers la première ferme aperçue. Elle se retrouve au domaine de Polletins, situé à proximité immédiate de l'ancienne chartreuse de Poleteins à Mionnay. Le fermier qui la recueille, Benoît Berthelier, fait immédiatement le lien avec le meurtre de Marie Baday, découverte dans la forêt de Montaverne en février de la même année. En mars-avril 1856, Mlle Bourgeois est interrogée par le juge Genod dans le cadre de l'« affaire Marie Baday ». À cette époque, Jacques Verger est incarcéré ; Genod organise donc une confrontation. Le témoignage de la femme contribue à le disculper car elle ne reconnaît absolument pas l'individu.

#### Victorine Perrin
En novembre 1855, Dumollard parvient à persuader Victorine Perrin (22 ans, originaire de Lons-le-Saunier) de le suivre en Côtière, à nouveau avec la promesse d'une bonne place. Il parvient également à la convaincre d'emporter ses affaires les plus précieuses dans une petite malle qu'il lui propose de porter. Ils partent en direction de Montluel en passant par La Croix-Rousse puis Rillieux. Aux environs de Neyron, Dumollard s'enfuit en lui volant ses affaires. Victorine Perrin est alors recueillie par des habitants de Neyron.

#### L'inconnue du bois de Montmain
L'affaire de l'inconnue du bois de Montmain (un lieu-dit de Dagneux) n'est connue qu'après l'arrestation de Dumollard et de son épouse. Le 28 juillet 1861, le juge Genod demande à entendre Marie-Anne Martinet. Au cours de l'interrogatoire, elle raconte que son mari a tué une jeune fille quatre ans auparavant, au bois de Montmain. Un soir, il revient avec quelques effets de la victime, dont des boucles d'oreilles en or. Il ressort aussitôt pour aller l'enterrer. Le lendemain, il va à la gare de Montluel pour prendre la malle de la victime qui y est entreposée. Le 31 juillet, Genod, Guillot (le greffier), messieurs de Piellard (procureur impérial) et Raspail (commandant de gendarmerie de l'arrondissement) accompagnent les époux menottés au bois de Montmain. Après quelques recherches, le corps de la jeune fille est découvert. Dumollard, impassible, nie les faits, malgré les injonctions de son épouse.

#### Julie Fargeat
Dumollard aborde Julie Fargeat le 17 janvier 1859, rue de la Charité à Lyon. Celle-ci, originaire de Thizy, vient de perdre sa place de bonne pour cause de grossesse. Elle se laisse convaincre d'accepter l'emploi dans les environs de Saint-André-de-Corcy que Dumollard lui fait miroiter et le suit dès le lendemain en direction de Saint-André-de-Corcy. À la nuit tombée, Dumollard l'agresse, lui arrachant son tablier contenant ses économies. Elle crie alors si fort que Dumollard prend la fuite ; ses cris attirent deux villageois de Saint-André-de-Corcy, Simon Mallet et son fils Louis. Le 20 janvier, elle dépose une déclaration auprès des gendarmes de Saint-André-de-Corcy. N'ayant aucun document pour justifier de son identité (ils se trouvaient dans le tablier volé), elle ne rencontre que le scepticisme et est inculpée de vagabondage.

#### L'inconnue du moulin de Sainte-Croix
Le 11 décembre 1859, un meunier de Sainte-Croix dénommé Jean-Pierre Chrétien est témoin indirect de l'agression d'une inconnue à Sainte-Croix. Si la femme n'est jamais retrouvée ni même identifiée, cette agression est l'une des douze affaires retenues lors du procès de Dumollard, au cours duquel Chrétien est l'un des soixante-et-onze témoins. Il raconte ainsi le déroulement des faits : dans la soirée, peu de temps après avoir vu passer une jeune femme accompagnée d'un homme portant un colis, il la voit revenir en courant. Elle lui explique que l'individu s'est enfui avec ses économies et son colis contenant ses affaires personnelles. Chrétien tente de rattraper le voleur, sans succès. Il héberge pour la nuit la jeune fille qui serait repartie le lendemain à Lyon. En l'absence d'autre détails, la jeune femme est appelée « l'inconnue de Sainte-Croix » dans les documents judiciaires.

#### La fille de l'auberge Laborde
On ne sait que très peu de choses sur cette femme. L'affaire relative à cette victime a surtout permis de mieux comprendre le modus operandi de Dumollard. Si sa méthode d'approche est invariable, il apparaît qu'il a également certaines habitudes à chaque fois qu'il vient à Lyon : il mange régulièrement au restaurant de Marguerite Chorel au 7, rue de Turenne et a l'habitude de dormir à l'auberge Laborde tenue par Louise-Adèle Fleury, épouse de Louis Laborde. Début février 1860, Dumollard se présente à l'auberge accompagné d'une jeune fille qu'il dit être sa nièce ; il demande une chambre à deux lits. Quelques instants après, la jeune fille s'enfuit, poursuivie par Dumollard. Il ne revient que fin février 1860 à l'auberge Laborde, comme le dévoile l'enquête. On ne sait ni qui est la fille de l'auberge Laborde ni si Dumollard est parvenu à la rattraper et ce qu'il a fait d'elle. Toutefois, au cours de l'instruction, madame Laborde reconnaît formellement le cabas et la robe de l'inconnue parmi les objets retrouvés au domicile de Dumollard, ce qui laisse suspecter un meurtre supplémentaire.

#### Louise Michel
Dumollard accoste Louise Michel le 29 avril 1860. Il parvient non sans difficulté à la convaincre de le suivre et rendez-vous est pris pour le lendemain sur le pont Tilsit. Ils prennent le chemin de Neuville-sur-Saône puis de Civrieux, en voiture, à cheval, puis à pied. Aux environs de Civrieux, Dumollard agresse Louise Michel et la somme de lui remettre son argent. Elle parvient à s'échapper et est recueillie par un fermier, Claude Aymond. Dumollard renonce à la poursuivre et bifurque vers Saint-André-de-Corcy en coupant par des terres agricoles, où il croise deux paysans qui lui demandent ce qu'il fait là. Il s’avère que ce sont Simon et Louis Mallet qui, deux ans auparavant, en janvier 1859, ont recueilli Julie Fargeat. En mai 1860, les Mallet, accompagnés de Claude Aymond, déposent leur témoignage auprès du juge Genod à Trévoux. Celui-ci fait venir Louise Michel à Trévoux et lui présente un suspect alors détenu nommé Audrillat, qu'elle ne reconnaît pas. Il semble qu'à ce moment, le juge Genod ne prête que peu de foi à l'hypothèse d'un même coupable « à la lèvre boursouflée » pour l'ensemble des agressions de bonnes.

#### Marie-Eulalie Bussod

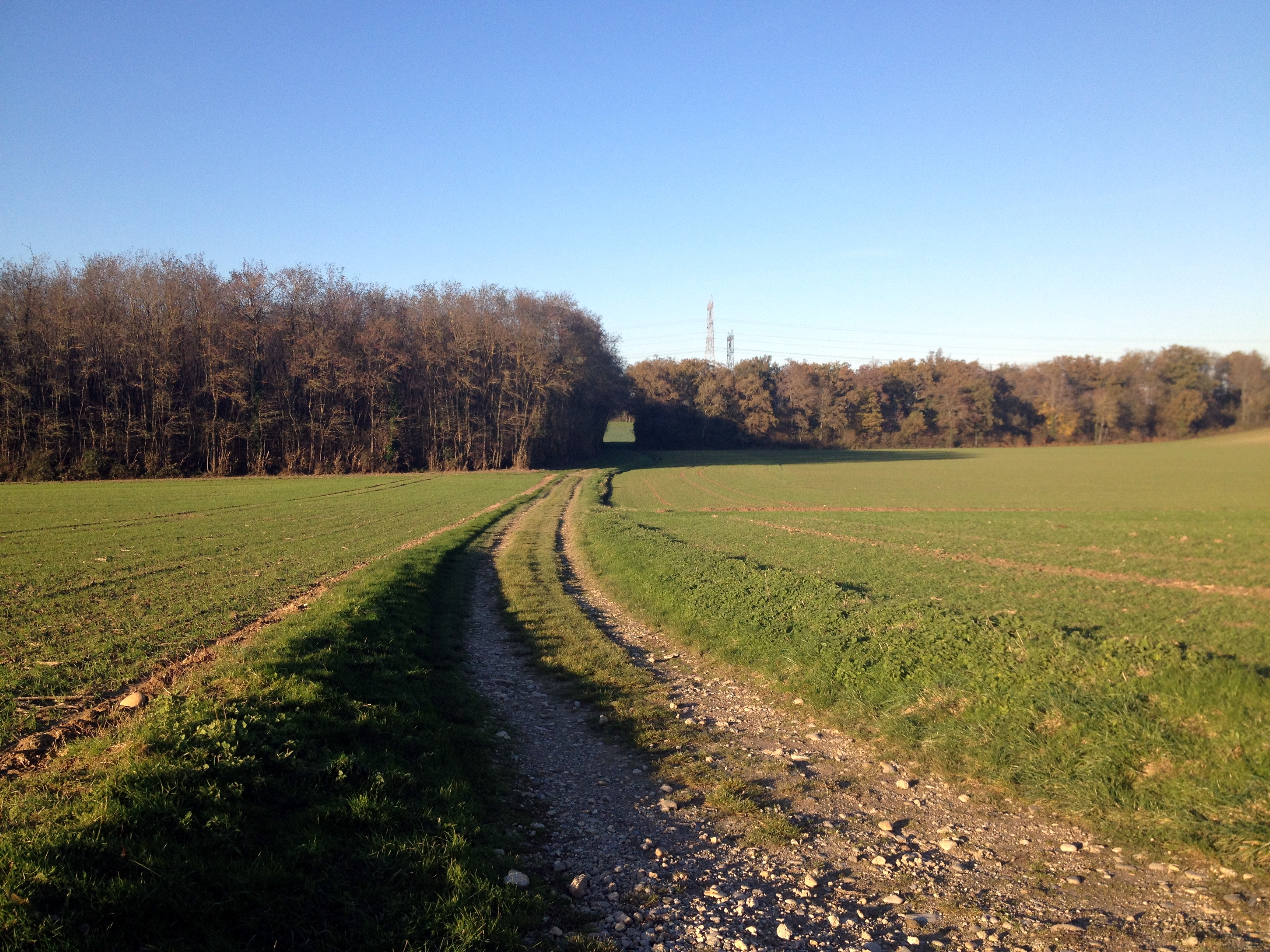
Vue du « Bois de la Morte » à Pizay en novembre 2013.

Ce n'est qu'après l'arrestation de Dumollard en mai 1861 et à la suite de l'écho de cette affaire que trois femmes signalent aux autorités la disparition de leur sœur Marie-Eulalie Bussod en février 1861, alors qu'un individu lui avait rendu visite et proposé une place de bonne. Le juge Genod entend l'une des sœurs, Marie-Josephte, le 16 juillet 1861 à Trévoux. Il lui présente les nombreux effets vestimentaires saisis chez les Dumollard et entreposés à Trévoux, parmi lesquels elle reconnaît certains comme appartenant à sa sœur disparue. Marie-Josephte ayant furtivement rencontré le visiteur qui proposait le poste, Genod entreprend de lui confronter Dumollard. Elle reconnaît immédiatement l'individu que sa sœur a suivi plusieurs mois auparavant.
À la suite de révélations de Marie-Anne Martinet, Genod fait inspecter le bois des Communes près de Pizay, à partir du 31 juillet. Le 1er août, Marie-Anne Martinet et Martin Dumollard sont amenés séparément sur les lieux où, contre toute attente, Dumollard déclare :

« Je connais l'endroit où était le cadavre et je suis prêt à vous y conduire. »

Dumollard tient parole et un corps enterré est rapidement exhumé. Les premières constatations permettent de conclure que la victime a été enterrée vivante après avoir été violée. Les trois sœurs Bussod sont convoquées à Pizay où elles identifient formellement le corps comme étant celui de Marie-Eulalie. L'émotion est si vive à Pizay que deux croix sont rapidement érigées sur le territoire communal. La première se trouve sur le lieu de la découverte du corps dans le bois des Communes appelé depuis « bois de la Morte ». Elle porte l'inscription suivante :

« Ici Marie-Eulalie Bussod a été assassinée
Le 25 février 1861
De profundis. »

La seconde est située au cimetière de Pizay et porte l'inscription suivante :

« Ci-gît une des victimes d'un infâme assassin
Marie-Eulalie Bussod
Âgée de 42 ans de Loysiat (Jura)
Assassinée le 25 février
Et enterrée le 2 août 1861
De profundis. »

En novembre 2013, ni la croix du cimetière ni la croix du « bois de la Morte » ne semblent plus être présentes aux lieux indiqués. L'ouvrage Richesses touristiques et archéologiques du canton de Montluel de 1999 indiquait cette dernière comme toujours localisée dans ce bois, mais en 2013, elle est signalée comme disparue sur le site internet de la ville de Pizay.

#### Marie Pichon et l'arrestation de Dumollard

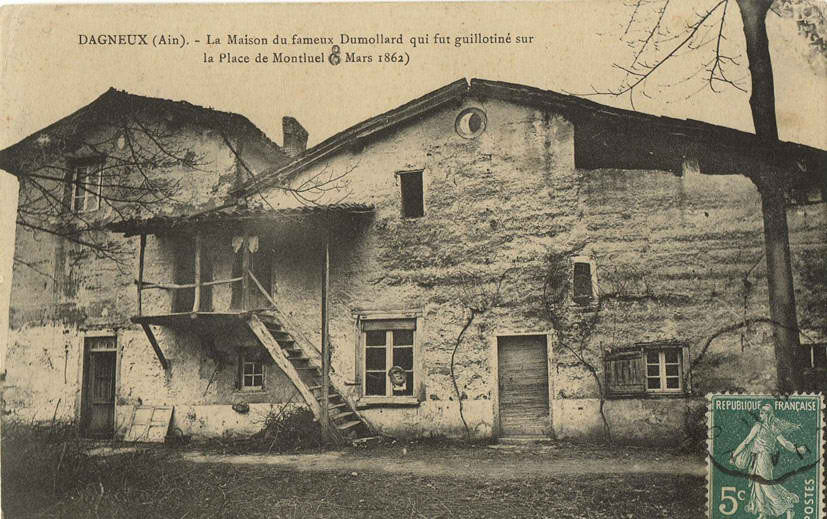
La maison des Dumollard, à Dagneux.

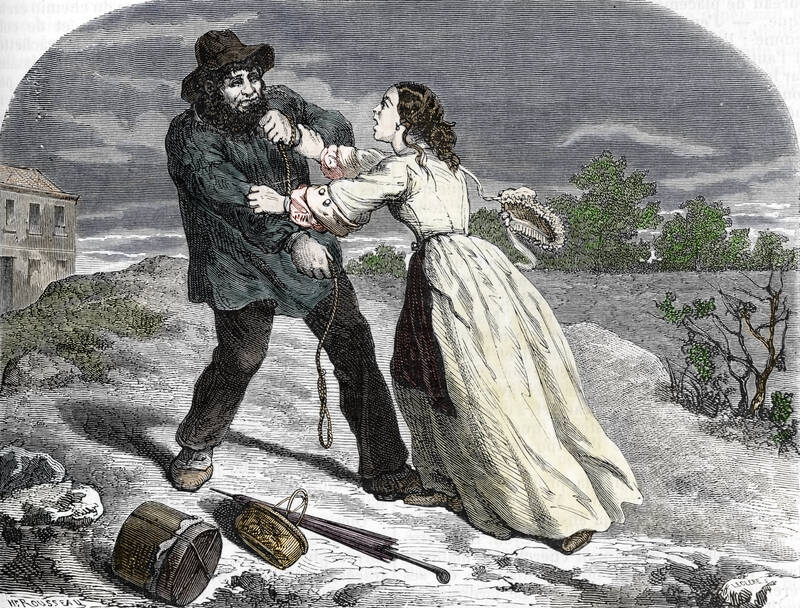
Gravure représentant l'agression de Marie Pichon par Dumollard.

Le 28 mai 1861, Dumollard aborde Marie Pichon sur le pont de la Guillotière à Lyon et lui propose une place de bonne à Dagneux payée 250 francs annuellement. Pichon accepte la place, rassemble quelques affaires dans une malle et accompagne Dumollard dans le train pour Montluel, où ils arrivent en fin de soirée. Il s'ensuit alors une marche dans les bois, vers les hauteurs de Dagneux. Dumollard l'agresse et tente de l'étrangler avec un lasso, mais Pichon s'échappe, et court jusqu'à trouver refuge dans la ferme d'un dénommé Joly à Balan. Joly s'en va alors solliciter Croix-Moine le garde champêtre de Dagneux. À l'écoute de la description précise de Marie Pichon, Croix-Moine pense reconnaître Dumollard domicilié rue du Mollard à Dagneux. Après une rapide visite au domicile de « Raymond », comme les Dagnards surnomment Dumollard, la conviction de Croix-Moine est faite et il part immédiatement avertir le juge Genod de Montluel, qui ordonne l'arrestation du suspect le 2 juin 1861,. Le lendemain, une première confrontation a lieu entre Marie Pichon et Martin Dumollard, qu'elle reconnaît immédiatement.
L'enquête permet d'établir que l'un des objectifs des assassinats est le vol de tissus et d'habits. Lors de la perquisition au domicile du prévenu, les enquêteurs découvrent 1 250 vêtements de femmes (jarretières, bas, jupons, mouchoirs, dentelles, châles, bonnets, robes, etc.) appartenant à 646 victimes différentes. Dumollard et son épouse sont emprisonnés à Trévoux en attendant leur procès, qui se tient le 29 janvier 1862 à Bourg-en-Bresse.

### Le procès des époux et l’exécution de Dumollard

#### Procès

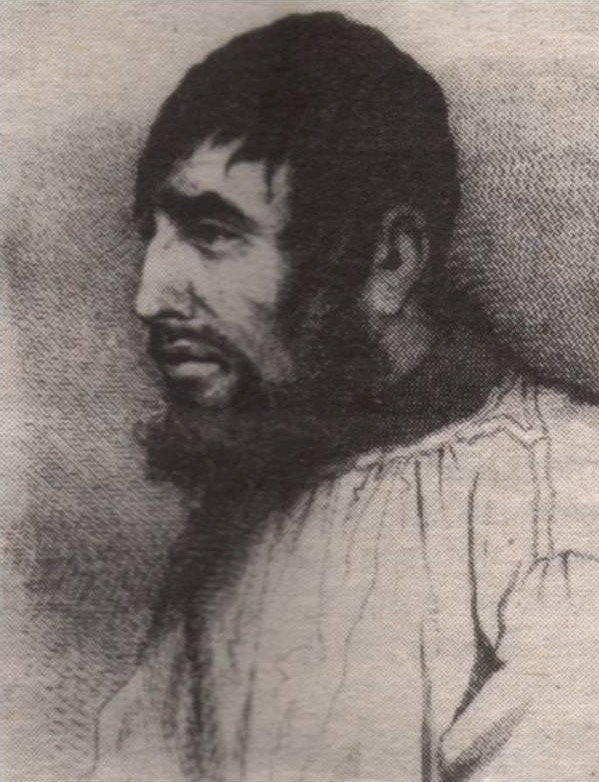
Portrait gravé de Martin Dumollard.

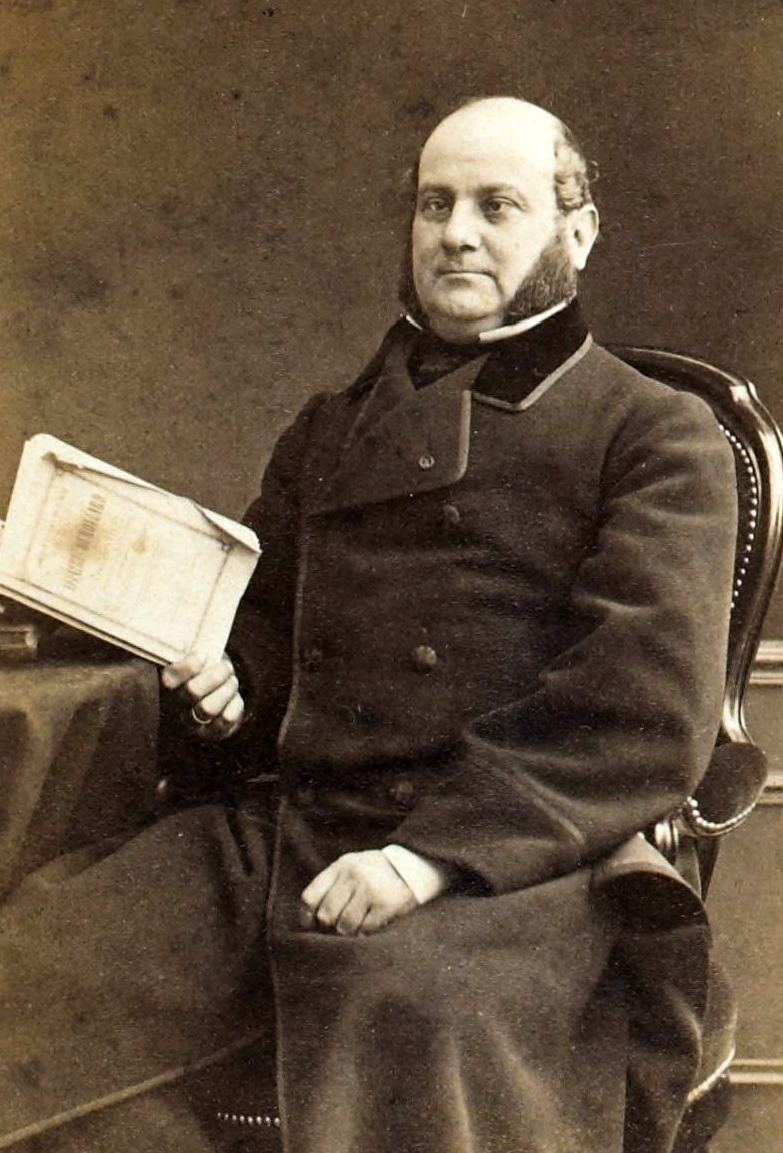
Maître Lardière, l'un des deux avocats de Dumollard.

Le procès des époux Dumollard se déroule du 29 janvier au 1er février 1862 au palais de justice de Bourg-en-Bresse, devant lequel une foule de 4 000 à 5 000 personnes se presse dès le matin du 29 janvier. Deux avocats assurent la défense des époux Dumollard : Marius Lardière et maître de Villeneuve. Maître Lardière est choisi par Dumollard car il est originaire de Dagneux,. Le palais de justice de Bourg-en-Bresse accueille des journalistes d'une douzaine de périodiques dont Le Salut public, le Mémorial de la Loire, le Journal de Genève et le Progrès de Lyon. Darmet et Guérin, libraires au 23, rue Neuve, sont chargés de la transcription des débats du procès. L'accusation est représentée par Louis Gaulot (procureur général), de Prandière (substitut du procureur) et Joachim Jeandet (procureur impérial). La cour d'assises est présidée par Marilhat, assisté du vice-président de Varennes et de trente-six jurés, tous originaires de communes de l'Ain.
Outre le rappel des chefs d'accusation ainsi que de la liste des 71 témoins prévus, la première journée est consacrée aux interrogatoires successifs de Dumollard puis de son épouse. Les journées des 30 et 31 janvier sont essentiellement consacrées à la présentation des nombreuses pièces à conviction (les centaines d'effets personnels saisis chez les Dumollard) et à l'audition de témoins. L'audience du 1er février est consacrée à la fin des auditions de témoins, au réquisitoire puis aux plaidoiries jusqu'à environ quatre heures de l'après-midi. Le jury quitte la salle pour examiner les différentes questions et revient vers dix-huit heures quinze. Le président Marilhat commence alors à interroger leur porte-parole, Jean-Jacques Celsi, sur les différents verdicts apportés par le jury aux questions successives. La Cour se retire pour délibérer et revient environ trente minutes plus tard. Le président Marilhat annonce alors les différentes sentences : Dumollard est condamné à mort et sa femme est condamnée à vingt ans de travaux forcés. Elle mourra dans la prison d'Auberive, en Haute-Marne, où elle est incarcérée, en 1875.

#### Exécution

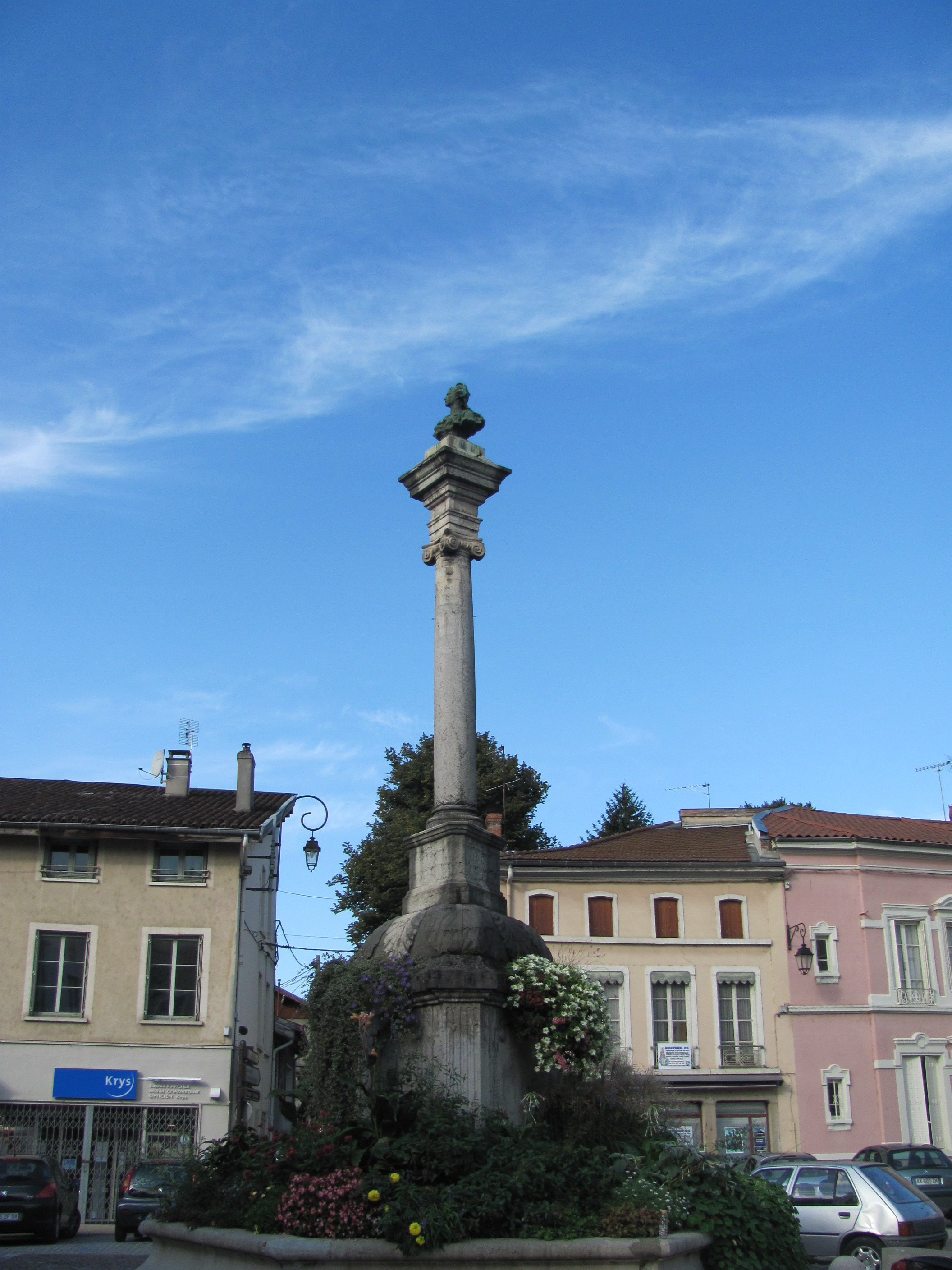
La place Bourgeat (renommée depuis « Place Carnot ») où fut guillotiné Dumollard.

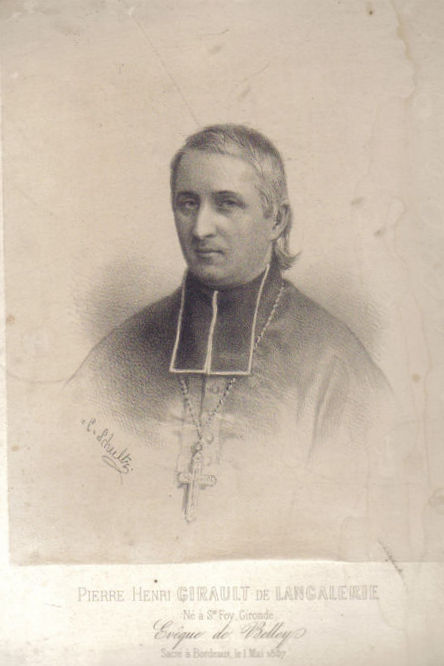
Lithographie de Pierre-Henri Gérault de Langalerie qui rencontra Dumollard dans sa cellule en février 1862.

Après sa condamnation à mort le 1er février 1862, Dumollard est à nouveau emprisonné à Bourg-en-Bresse. Il reçoit un certain nombre de visites : de maître Lardière d'abord, puis de l'abbé Béroud, vicaire et aumônier des prisons à Bourg-en-Bresse. Il reçoit également la visite de Pierre-Henri Gérault de Langalerie, évêque de Belley, qui tente d'obtenir, sans succès, un repentir de sa part. Il lui donne néanmoins la bénédiction et lui offre un portrait du curé d'Ars.
Le 27 février 1862, Dumollard apprend que son pourvoi en cassation est rejeté, les deux avocats commis d'office pour l'occasion, Achille Morin et Gigot, n'ayant pas même déposé de mémoire. On l'informe également du mode d'exécution retenu, la guillotine, annonce à laquelle il aurait réagi en disant: « J'aime mieux ça que d'être comme mon père, écartelé sur une roue en étant tiré dans tous les sens par des chevaux. »
Le 7 mars 1862, la guillotine entreposée à Bourg-en-Bresse est emportée à Montluel pour installation place Bourgeat. Ce même jour, l'abbé Béroud obtient que Dumollard partage un dernier repas avec son épouse. Aussitôt après, il est emmené vers Montluel dans une voiture à cheval de la gendarmerie, accompagné par l'abbé Béroud. La voiture arrive le 8 mars vers quatre heures du matin à Montluel, attendue par une foule considérable malgré l'horaire matinal. La prison de Montluel étant alors en très mauvais état, Dumollard est conduit à la salle du conseil municipal où l'attend le juge de paix Simonnet. Celui-ci donne son accord pour un dernier entretien en privé entre Dumollard, l'abbé Béroud et le curé Carrel de Montluel. Dumollard boit ensuite un café, puis le dernier verre du condamné, un verre de Madère.
À six heures quarante-cinq, on propose à Dumollard d'utiliser la voiture à cheval pour aller à l’échafaud distant de 150 mètres, ce qu'il refuse. Accompagné de l'abbé Béroud et du curé Carrel ainsi que des bourreaux de justice, et devant une foule de 5 000 personnes, Dumollard s'avance à pied jusqu'à la place Bourgeat (actuelle place Carnot) où est installé l'échafaud, sur lequel il accepte de s'agenouiller et d'embrasser le crucifix présenté. Il est exécuté vers sept heures du matin.

## Postérité

### L'affaire Dumollard et l'histoire criminelle

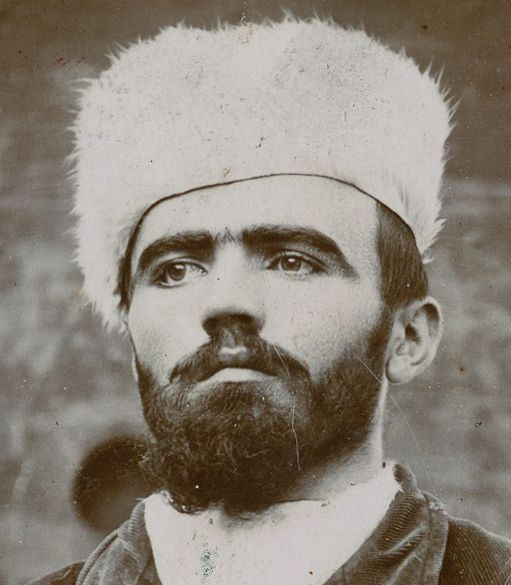
Joseph Vacher vers 1897, dont l'affaire est parfois rapprochée de celle de Dumollard.

Les affaires de tueurs en série semblent apparaître en France au cours de la seconde moitié du XIXe siècle. L'affaire Dumollard est d'ailleurs souvent rapprochée de celle de Joseph Philippe (assassin de prostituées en France vers 1866), de celle d'Eusèbe Pieydagnelle (tueur de six jeunes filles vers 1871) ou encore de l'affaire Joseph Vacher qui se déroule également et partiellement dans l'Ain au milieu des années 1890. Dumollard est régulièrement présenté comme le premier tueur en série identifié, en terme chronologique, en Europe occidentale.

### La tête de Dumollard

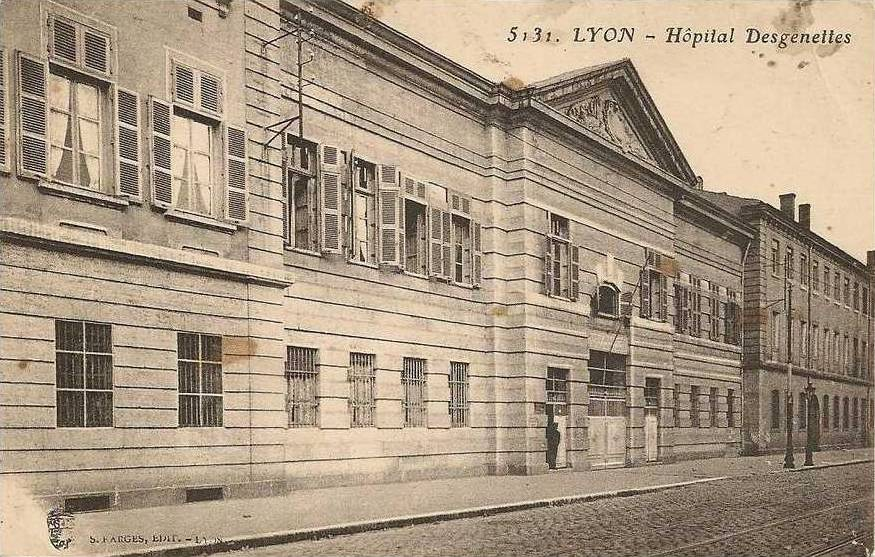
L'ancien hôpital Desgenettes, où est étudié le crâne de Dumollard dans les années 1960.

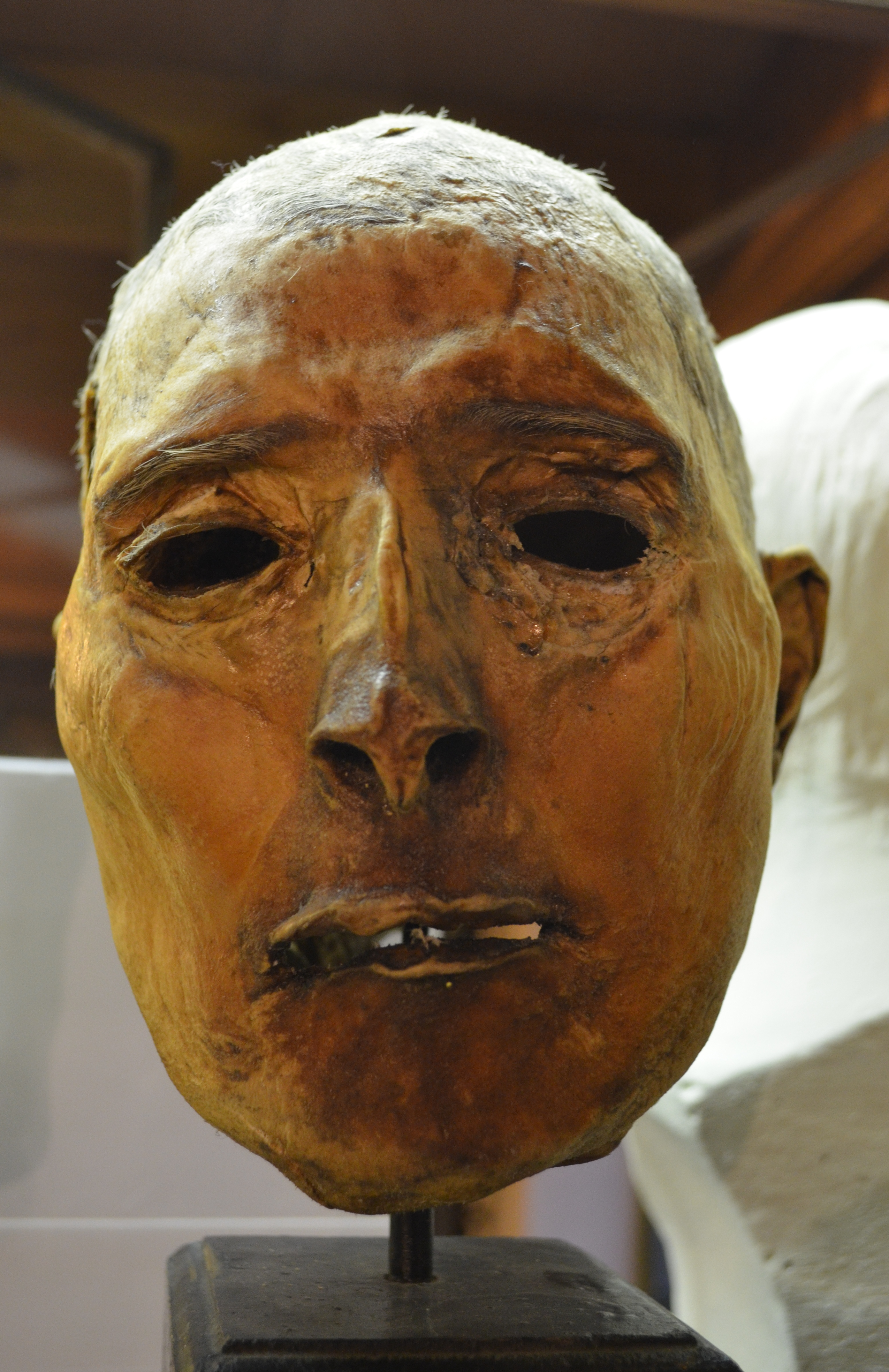
Visage de Dumollard reconstitué à partir de sa peau et de son cuir chevelu mettant en évidence son angiome labial (conservé au musée Testut-Latarjet).

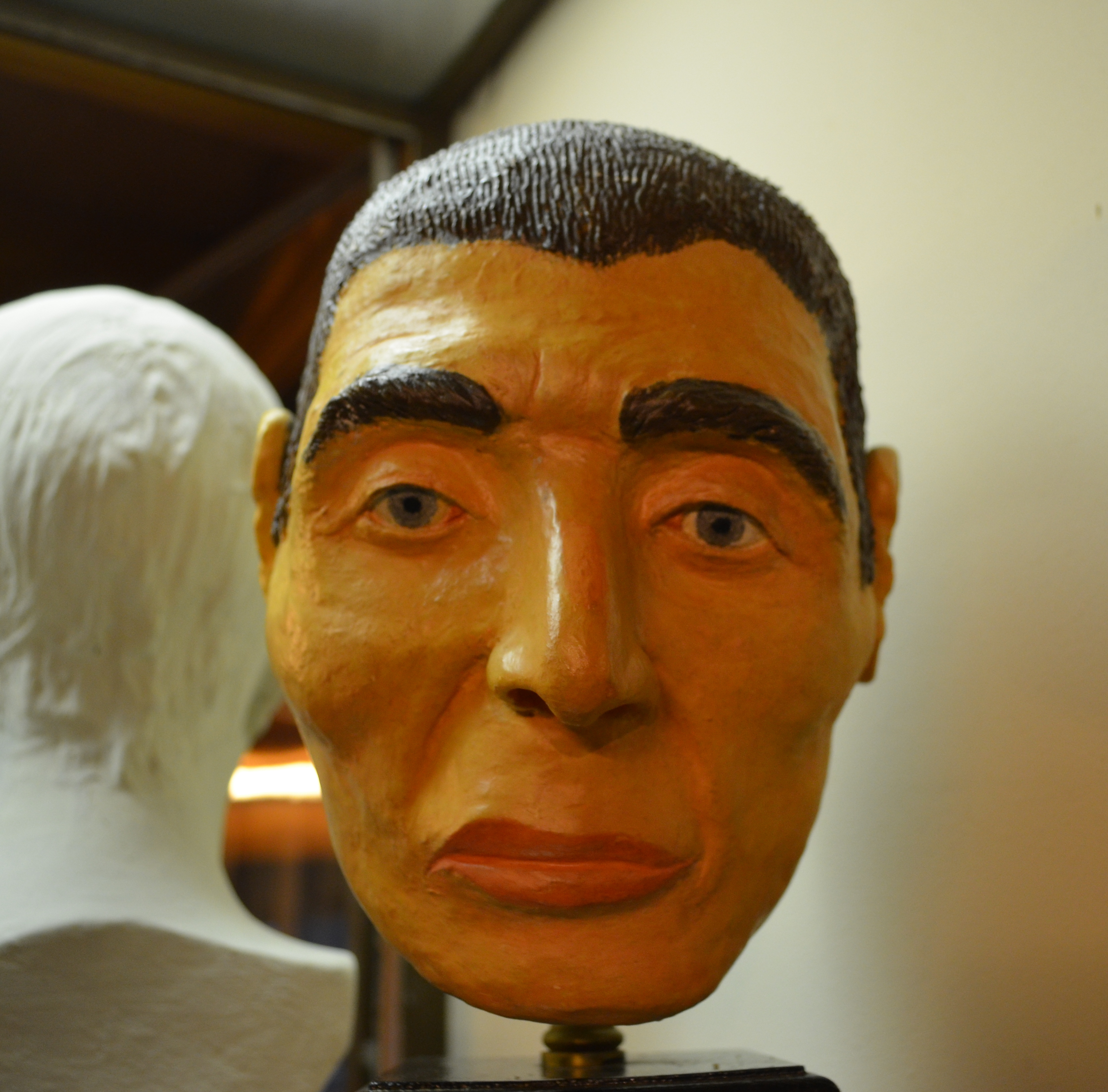
Résultat de la méthode DMP appliquée à Dumollard et conservé au musée Testut-Latarjet.

À la suite de son guillotinage, le corps de Dumollard est enterré dans un lieu indéterminé, même si une forte présomption place sa sépulture à l'orée du cimetière jouxtant la chapelle Saint-Barthélémy de Montluel,. La tête du condamné est envoyée (dans un caisson spécial) à l'école de médecine de Lyon dès début mars 1862,. Dès réception, des études sont lancées pour analyser son crâne. Plusieurs plâtres moulés sont conservés au musée Testut-Latarjet. Le crâne est peu à peu délaissé puis oublié avant d'être à nouveau analysé durant les années 1960. Ces travaux effectués à l'hôpital d'instruction des armées Desgenettes concluent que Dumollard avait un angiome à la lèvre.
Au milieu des années 1980, trois chercheurs lyonnais, Claire Desbois, Claude Mallet et Raoul Perrot, mettent au point une méthode de reconstitution du visage à partir des données issues de la seule structure osseuse. Ils la nomment « DMP », de leurs trois initiales. Ils vont expérimenter cette méthode sur le crâne de Dumollard et obtenir ainsi une représentation en trois dimensions de son visage. La comparaison avec les photographies d'époque valide cette nouvelle méthode. Le résultat de cette expérimentation, le buste réalisé à partir de la tête de Dumollard après exécution et la face reconstituée à partir de la véritable peau de Dumollard sont tous trois conservés au musée Testut-Latarjet à Lyon.
Depuis 1991, le crâne de Dumollard, analysé complètement et n'ayant plus aucun intérêt pour les chercheurs, devait être inhumé dans la dignité au cimetière de Montluel, avec le tronc et restes de son corps. La tête devait être remise à la Police scientifique de Lyon, qui devait procéder à l'inhumation. Mais depuis 1991, la tête de Dumollard est toujours conservée au musée Testut-Latarjet à Lyon, et aucune inhumation n'a été effectuée.

### Références artistiques

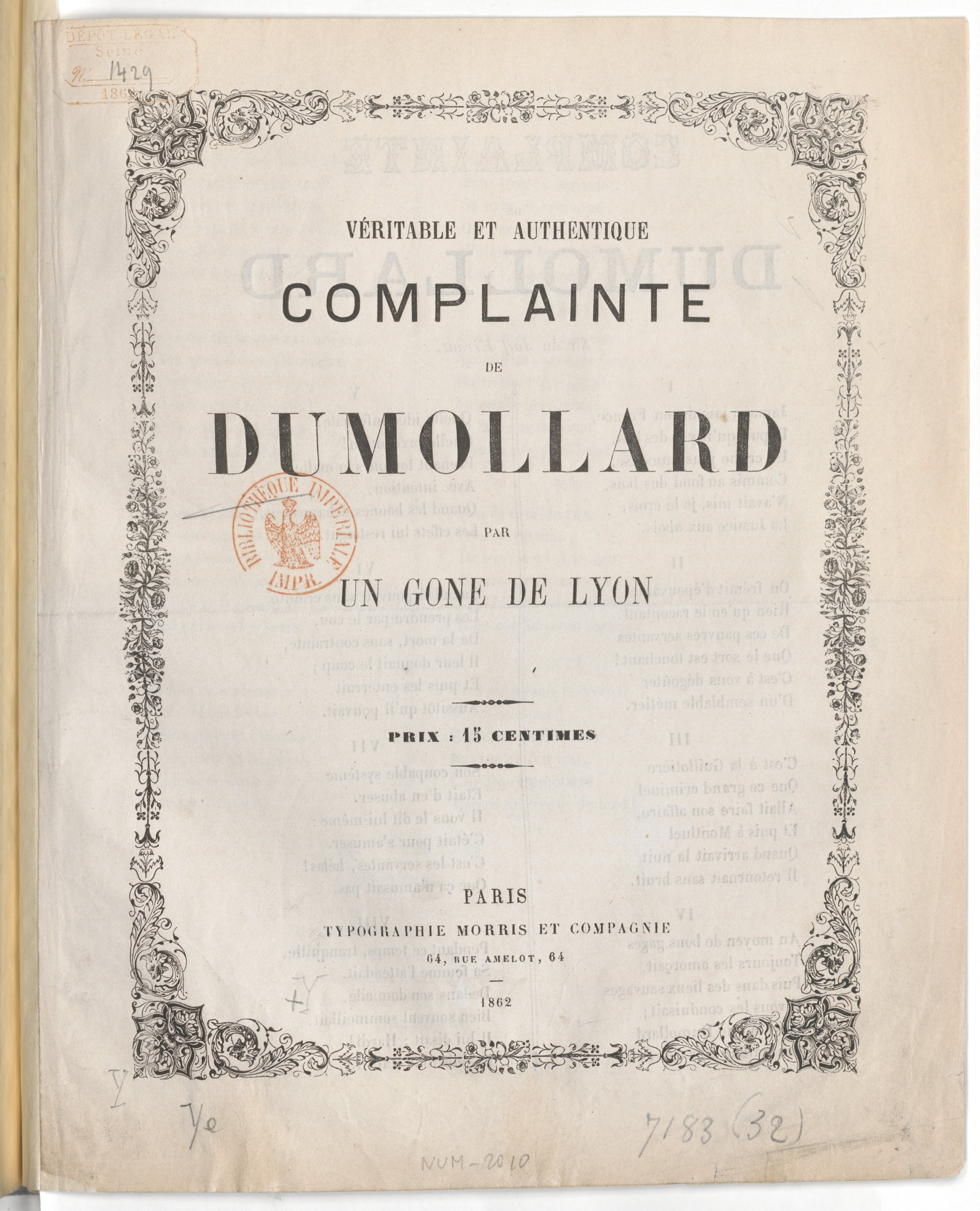
Couverture du livret de la Véritable et authentique complainte de Dumollard.